# Chlorospin à gorge jaune
Chlorospingus flavigularis
Espèce
Statut de conservation UICN

 LC  : Préoccupation mineure
Le Chlorospin à gorge jaune (Chlorospingus flavigularis), anciennement Tangara à gorge jaune, est une espèce de passereaux appartenant à la famille des Passerellidae.

## Répartition
Son aire s'étend à travers les Andes boréales et l'ouest du Panama.

## Habitat
Il vit dans les zones humides subtropicales ou tropicales d'altitude et dans les anciennes forêts fortement dégradées.

## Sous-espèces
Selon NCBI (13 févr. 2011), cet oiseau est représenté par trois sous-espèces :
- Chlorospingus flavigularis flavigularis ;
- Chlorospingus flavigularis hypophaeus ;
- Chlorospingus flavigularis marginatus.